# Massacre de Nzakoundou
Le massacre de Nzakoundou est survenu dans la matinée du 21 décembre 2023 lorsqu'une vingtaine de civils (dont des enfants) et un militaire ont été tués et vingt-cinq autres personnes blessées dans une attaque contre le village de Nzakoundou en République centrafricaine,,,. Le massacre, attribué au groupe armé 3R (l'un des plus puissants du pays), entraîne le déploiement des casques bleus de la MINUSCA dans la région. 

## Déroulement
Selon Ernest Bonang, député de la sous-préfecture de Ngaoundaye (où se trouve Nzakoundou) à l'Assemblée nationale, « les rebelles ont d'abord attaqué les postes de contrôle de l'armée, tuant une personne et en blessant plusieurs autres, avant de s'attaquer à la population civile, tuant une vingtaine de personnes. »,,. Les assaillants ont ensuite incendié les maisons du village, « vidé de sa population »,.

## Réactions
Dans un communiqué publié le 22 décembre, le parti d'opposition URCA « condamne avec la dernière énergie ce massacre des populations de NZAKOUNDOU par les éléments des 3R, de la même manière qu'il condamne la lâcheté avec laquelle les éléments des FACA ont abandonné les populations à leur triste sort, alors même qu'ils sont à l'origine du conflit ». 
Dans un communiqué publié le 23 décembre, le coordinateur humanitaire de l'ONU en Centrafrique, Mohamed Ag Ayoya, « condamne fermement les attaques à Nzakoundou » et demande « urgemment à toutes les parties impliquées de faire de la protection des civils une priorité ». 
Toujours le 23 décembre, le premier vice-président du parti d'opposition Kwa Na Kwa, Bertin Béa, dénonce des « actes de barbarie permis par la défaillance des FACA ». 
Le 24 décembre, le commandant de la force de la MINUSCA, le général Humphrey Nyone (en), survole Nzakoundou « pour constater la situation sécuritaire ».
Le 27 décembre, la MINUSCA est déployée à Nzakoundou « pour renforcer la sécurité dans ce village et faciliter l'accès humanitaire à la population ».